# Låternes
Låternes est une localité du comté de Troms, en Norvège.

## Géographie
Administrativement, Låternes fait partie de la kommune de Lavangen.